# 邱隘站 (中国铁路)

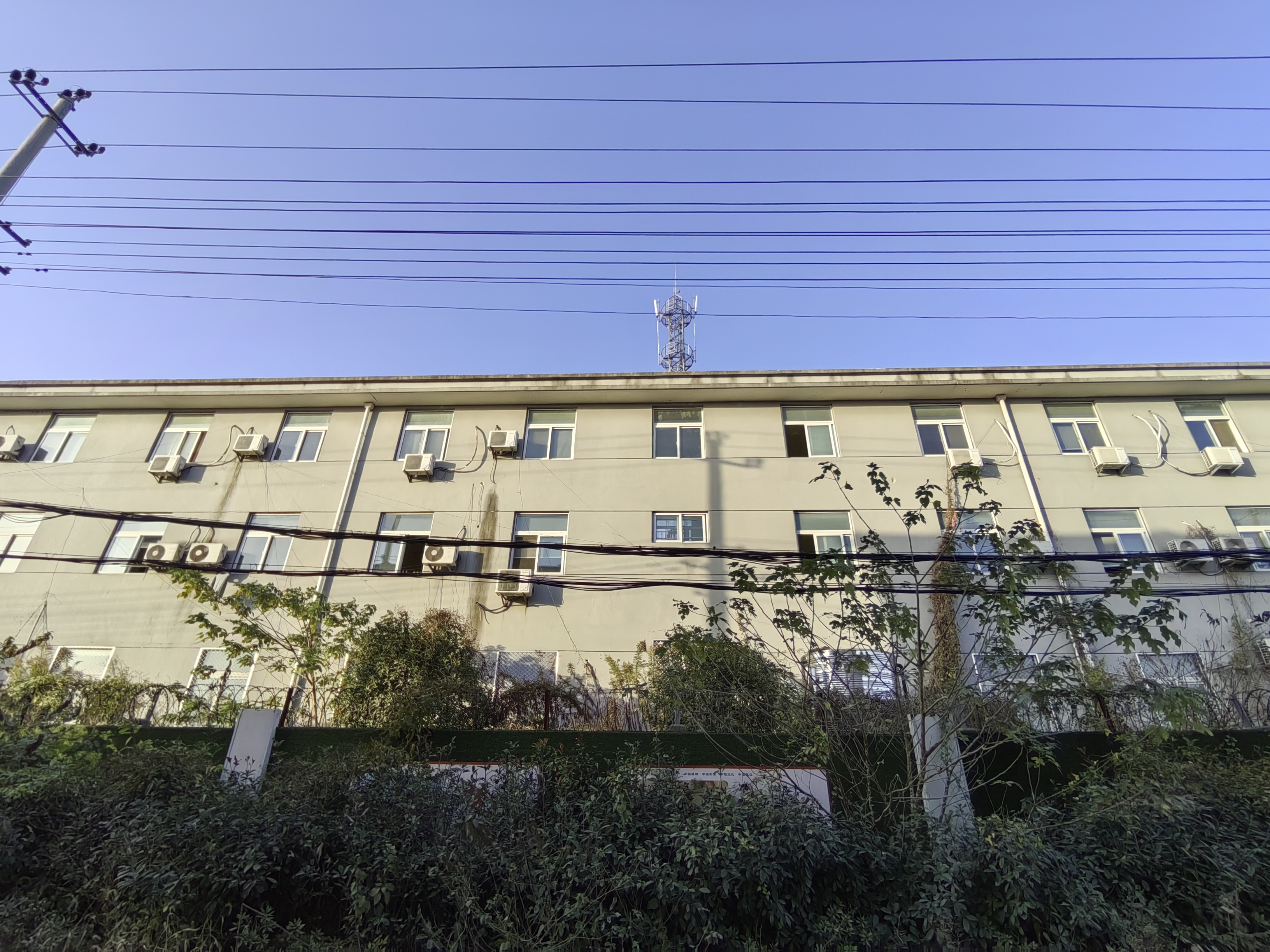
邱隘站南側

邱隘站（汉语拼音：Qiūgà Zhàn）是浙江省宁波市一座铁路货运车站，位于鄞州区邱隘镇境内，于2015年开通。车站为北仑支线和宁波铁路枢纽北环线的接轨车站。车站设有4条到发线，线路北侧预留两条到发线和宁波动车运用所用地，站房位于北仑支线南侧。2015年12月30日，邱隘站随北环线宝幢至云龙段启用。
车站北侧建有宁波动车运用所。动车所建设有往宁波东站的联络线。